# Sieň slávy
Sieň slávy /'sɪeɲ 'slaːʋi/ (lett. "Stanza della fama") è un programma di gala e talk show di STVR che ha debuttato il giovedì, 10º ottobre 2024, alle 20:30 sulla Jednotka.
Il conduttore della sessione è Vladimir Kobielsky ed è accompagnato musicalmente dal gruppo acapela Fragile con un'orchestra. In ogni episodio, Kobielsky darà il benvenuto a un'importante personalità slovacca della cultura o dello sport. Oltre alla personalità c'erano anche tre o quattro ospiti che hanno avuto un ruolo importante nella sua vita.

## Personalità inserite nellaSieň slávydella Slovenská televízia
- Emília Vášáryová
- Emil Horváth
- Peter Lipa
- Miroslav Žbirka, in memoriam
- Zdenka Studenková
- Stanislav Štepka
- Matej Tóth
- Zuzana Kronerová
- Božidara Turzonovová
- Peter Dvorský
- Kamila Magálová
- Nora Beňačková
- Štefan Margita
- Zuzana Mauréry
- Kamil Peteraj
- František Kovár

## Episodi
| Stagione       | Episodi | Prima TV Slovacchia | Prima TV in italiano |
| -------------- | ------- | ------------------- | -------------------- |
| Prima stagione | 15      | 2024                | inedita              |